# Marco Aurelio Cotta Massimo Messalino
Marco Aurelio Cotta Massimo Messalino (in latino Marcus Aurelius Cotta Maximus Messalinus; fl. I secolo) è stato un politico e militare romano.

## Origini familiari
Cotta nacque nella gens Valeria da Marco Valerio Messalla Corvino, console nel 31 a.C. e celebre oratore, e dalla sua seconda moglie Aurelia Cotta, una delle ultime discendenti della famiglia consolare degli Aurelii Cottae; era quindi fratellastro di Marco Valerio Messalla Messallino, console nel 3 a.C. Venne poi adottato dallo zio materno, Marco Aurelio Cotta, dal quale prese il nome.

## Biografia
Il primo incarico di Cotta fu probabilmente la questura nel 12, anno del primo consolato di Germanico, il figlio adottivo di Tiberio. Apparve poi nel 16 in una discussione in Senato riguardo al suicidio del cospiratore Marco Scribonio Libone Druso: Cotta parlò insieme ad altra sei persone, tutte di rango consolare tranne lui; questa cosa è stata interpretata come segno della sua carica di pretore designato per l'anno successivo. Nel 20 raggiunse la carica di console insieme al lontano cugino Marco Valerio Messalla Barbato. In occasione delle discussioni sul condannato assassinio dell'erede imperiale Germanico, Gneo Calpurnio Pisone, Cotta propose in qualità di console di radiarne il nome da tutti gli elenchi dei magistrati, di confiscare una parte delle sue terre e di lasciarne una parte al figlio Lucio solo se avesse cambiato il proprio praenomen, di rimuovere il figlio Marco dalla carica di senatore e di relegarlo per dieci anni in esilio e di concedere l'immunità alla moglie Plancina per intercessione di Livia Drusilla. Molte di queste proposte furono comunque mitigate da Tiberio.
Nel 24 si pronunciò sulla questione dei reati commessi dalle mogli dei governatori provinciali: disse che i mariti avrebbero dovuto pagare per questi reati anche se ignari. Quando nel 29 Tiberio iniziò ad accanirsi contro Agrippina e Nerone Cesare, moglie e figlio maggiore di Germanico, Cotta lo sostenne apertamente in Senato. Nel 32, subito dopo la caduta di Seiano, ci furono molti disordini: Cotta fu accusato da molti senatori di essere stato il promotore di feroci iniziative contro la stirpe di Germanico e di aver offeso Augusta e altri colleghi di nobili famiglie; egli allora, poiché aveva contro la nobiltà di Roma, fece appello a Tiberio, che da suo vecchio amico lo difese con una lettere al Senato, ricordando i suoi meriti e la sua lunga amicizia con lui. Fu un periodo di rilassamento del Senato quando Cotta partì per l'Asia nel 35 in qualità di proconsole.

## Letteratura
Cotta è il protagonista del romanzo Il mondo estremo di Christoph Ransmayr. In esso, il politico romano va sulle tracce di Publio Ovidio Nasone, dato per morto in esilio a Tomi. 